# Церковные заповеди
Церко́вные за́поведи — правила. Таковыми считаются[кем?] все нравственно-дисциплинарные постановления церкви, касающиеся всех её членов; в частности же, как наиболее важные из них, указываются в символических книгах Православной церкви девять, касающиеся молитвы, постов, посещения богослужений, сохранения церковного имущества, уважения к пастырям церкви, воздержания от чтения книг, написанных еретиками, и удаления от всех обычаев, имеющих противохристианский характер.

## Католическая церковь
5 церковных заповедей, установленных Римско-католической церковью для своих членов в «Катехизисе Католической церкви (ККЦ)» (2042—2043):
1. Участвуй в мессе и будь свободен от работы в воскресные дни и другие праздники.
2. Исповедоваться в грехах своих по меньшей мере раз в год.
3. Принимай таинство евхаристии по меньшей мере раз в год, в пасхальное время.
4. Соблюдай предписанные церковью периоды воздержания от мясной пищи и посты.
5. Поддерживай церковь в её нуждах.

## Православная церковь
Попытка привить церковные заповеди в православном богословии связана с именем митрополита Петра Могилы, впервые включившего их в своё «Православное исповедание». В целом заимствования православным богословием «церковных заповедей» не произошло. Некоторые из церковных авторов XVIII—XIX веков пользовались церковными заповедями при составлении назидательных сборников.